# Ветар
Ветар (ијек. вјетар) струјање је гасова у великом обиму. На површини планете Земље, ветар се састоји из великих покрета ваздушних маса. Појам ветра у свемиру, означава првенствено сунчев ветар, који се састоји из кретања гасова или наелектрисаних честица са Сунца кроз свемир, док се под појмом планетарни ветар подразумева испуштање лакших хемијских елемената из атмосфере планете у свемир.
Ветрови на Земљи су обично подељењи по њиховој просторној скали, брзини, врсти сила које их изазивају, подручјима у којима дувају и ефектима које изазивају. Најснажнији ветрови на планетама у Сунчевом систему измерени су на Нептуну и Сатурну. Ветрови имају различите аспекте, један од најважнијих је њихова брзина, осим тога важна је и густина гасова који су укључени, те садржај енергије односно енергија ветра.
У метеорологији, ветрови се често разликују према својој снази и правцу из којег дувају. Снажни, али краткотрајни, замаси ветра велике брзине називају се удари ветра. Снажни ветрови нешто дужег трајања називају се олује. Дуготрајни ветрови имају различита имена повезана са њиховом просечном снагом, попут поветарца, олује, урагана или тајфуна. Према дужини трајања ветрови могу дувати неколико минута током олује, док локални поветарци настали загревањем површина могу трајати и до неколико сати. Осим тога, постоје и глобални ветрови, настали због разлике у апсорпцији сунчеве енергије између климатских зона на Земљи. Два основна узрока атмосферских циркулација у великом обиму су различит интензитет загревања између полова и екватора те ротација планете (Кориолисов ефект). У тропским подручјима, ниска термална циркулација изнад површине и високих планина може довести до монсунске циркулације. У приобалним подручјима, јавља се циклус копнено-морских ветрова који дефинише локалне ветрове, док у подручјима са варијабилним надморским висинама, јављају се ветрови између планина и долина.
У људској цивилизацији, ветар је инспирисао митологију, имао утицаја на историјске догађаје, повећао и проширио обим транспорта и начина ратовања, дао извор снаге за механички рад, електричну енергију и рекреацију. Искориштавањем снаге ветра људи су успели да плове бродовима преко Земљиних океана. Балони испуњеним врућим ваздухом искориштавају ветар како би летели краће летове, док га летилице са мотором искориштавају како би повећали узгон и смањиле потрошњу горива. Подручја удара ветра која узрокују различити временски феномени могу довести до опасних ситуација за авионе. Када снага ветра постане довољно велика, могућа су оштећења објеката направљених људском руком и рушења дрвећа.
Ветар може и обликовати рељефне облике путем разних еолских процеса попут настанка плодног земљишта као што је лес (прапор) или путем ерозије. Прашина из великих пустиња се може премештати на велике удаљености од свог изворног подручја помоћу ветрова. Ветрови које убрзава нераван терен и који су повезани са појавом велике количине прашине добили су регионална имена у разним деловима света због свог значајног утицаја на та подручја. Ветрови знатно утичу на ширење шумских пожара. Они такође распрашују семена многих биљака, омогућавајући опстанак и ширење тих биљних врста, као и популације летећих инсеката. Када су у комбинацији са ниским температурама, ветрови негативно утичу на животиње, нарочито на стоку и људе. Ветар може утицати и на количину хране за неке животиње, као и на њихове стратегије при лову и одбрани.

## Узроци настанка
Ветар настаје због разлика у атмосферским притисцима. Када је постоје такве разлике, ваздух се почиње кретати из подручја са вишим према подручју са нижим притиском, што узрокује појаву ветрова различитих брзина. На ротирајућој планети, ваздух се може одбити путем Кориолисовог ефекта, осим тачно на екватору. Глобално, постоје два основна покретајућа фактора у шеми ветрова у великом обиму (атмосферска циркулација): различито загревање између екватора и полова (разлика у апсорпцији сунчеве енергије што доводи до сила потиска) и ротација планете. Даље од тропских подручја и изнад ефекта трења по површини, глобални ветрови имају тежњу да се геострофски уравнотежују. У близини површине Земље, трење узрокује успоравање ветра у односу на горње слојеве атмосфере. Површинско трење тера ветрове да дувају у унутрашњост подручја са нижим атмосферским притиском. Нова, контроверзна теорија наводи да се атмосферски градијенти дешавају кондензацијом воде индуцираној шумама, што резултира позитивим циклусом одзива шуме, исисавајући влажни ваздух из приобалних подручја.
Ветрови дефинисани помоћу равнотеже физичких сила користе се у разматрању и анализи профила ветрова. Они су корисни за поједностављење једначина атмосферских кретања и за прављење квалитативних аргумената о усправној и водоравној дистрибуцији ветрова. Геострофска компонента ветра је резултат равнотеже између Кориолисових сила и силе градијента притиска. Она дува паралелно са изобарама и приближно дува изнад најнижег слоја атмосфере у умереним географским ширинама. Термални ветар је разлика у геострофском ветру између два нивоа у атмосфери. Он постоји само у атмосфери са водоравним температурним градијентима. Агеострофска компонента ветра је разлика између стварног и геострофског ветра, која је одговорна за ваздух који попуњава циклоне током времена. Градијентни ветар је сличан геострофском али укључује и центрифугалну силу (или центрипетално убрзање).

## Мерење
Смер ветра обично се изражава појмом правца одакле он долази. На пример, ветар северац дува са севера према југу. Казаљка ветроказа показује смер ветра. На аеродромима се за одређивање смера ветра обично користи чуњасто платно отворено с оба краја (ветрени рукав), а којим је могуће проценити и брзину ветра на основу угла његовог подизања. Брзина ветра се мери анемометром, који се обично састоји из ротирајућих лопатица или пропелера. Ако је потребна висока фреквенција мерења (у научним апликацијама), ветар се може мерити брзином ширења ултразвучних сигнала или помоћу ефекта вентилације на отпор загријане жице. Друга врста анемометра користи Питотове цеви које искоришћавају предности разлика у притисцима између унутрашње и спољне цеви која је изложена ветру, како би се одредио динамички притисак, на основу чега се даље израчунава брзина ветра.
Брзина континуираног дувања ветра се обично мери на висини од 10 м те се узима вредност брзине у временском периоду од 10 минута. Метеоролошке службе у САД извјештавају о брзини ветра која је мери просечно једну минуту кад су у питању тропски циклони, док се за потребе метеоролошких опсервација узима временски период од 2 минуте. У Индији мерења брзине ветра се обично исказују као просечна континуирана брзина ветра током три минуте. Познавање вредности просечне брзине је врло важно, јер је вредност континуираног ветра током једне минуте око 14% виша од његове просечне брзине током десетоминутног периода. Кратки замаси ветра веома велике брзине називају се удари ветра, а једна техничка дефиниција удара ветра наводи да је то максимум који за 10 чворова (16 km/h) прелази најнижу брзину ветра мерену током интервала од 10 минута. Вихор је удвостручење брзине ветра изнад неког нивоа, а које траје једну минуту или дуже.
За одређивање висинских ветрова, користе се радиосонде, која мери брзину ветра помоћу ГПС-а, радио навигације (LORAN) или радарског праћења сонде. Осим тога, кретање метеоролошког балона се може пратити са земље визуелно помоћу теодолита. Развијене су и технике удаљеног очитавања брзине ветра укључујући SODAR, Доплерове лидаре и радаре, који могу мерити Доплеров ефект електромагнетног зрачења одбијеног или распршеног од лебдећих аеросола или молекула, те радиометрима и радарима који се користе за мерење таласања површине океана из свемира или авиона. Таласање океана може да послужи за процену брзине ветра близу морске површине. Слике добијене са геостационарних сателита такође се могу користити за процене ветрова кроз атмосферу на основу тога колико се облаци померају у периоду између два сателитска снимања. Ветроинжењерство проучава ефекте ветрова на околину грађевина, попут зграда, мостова и многих других вештачких објеката.

### Скале брзине
Историјски, Бофорова скала силе ветра омогућава искуствени опис брзине ветра заснован на посматраним условима на мору. Првобитно, ова скала је садржавала 13 нивоа, али је током 1940-тих скала проширена на 17 нивоа. На њој су наведени генерални појмови који сугеришу ветрове различитих просечних брзина попут лахора, поветарца, олујног ветра или урагана. Према овој скали, ветрови олујних брзина ограничени су између 52 km/h и 102 km/h, а детаљнија подела међу њима описује се придевима попут умереног, лаког, снажној, те се такви придеви користе за разлучивање снаге ветра унутар категорије олуја. Јак оркански ветар има брзине почев од 104 km/h до 117 km/h. Терминологија тропског циклона разликује се од једног до другог подручја на Земљи. Већина океанских базена користе просечне брзине ветра код одређивања категорије тропског циклона.
Осим Бофорове, постоје још и  и Фујитина скала.

## Кориштење ветра

### Историја
Као природна сила, ветар се често персонифицирао у облику једног или више божанстава или натприродних израза у многим древним културама. Вају је хиндуистичко божанство ветра. Грчка божанства ветра била су браћа Анемои: Бореас, Нотос, Зефирос, Еурос и други. Еол, по неким интерпретацијама владар или управитељ четири ветра, такође је био описиван и као Астреј, божанство сумрака који је родио четири ветра са Ејом, божицом зоре. Стари Грци су познавали сезонске промене ветрова, што су показали изградњом „Куле ветрова“ у Атини. Венти су били римска божанства ветра.
Фујин је било јапанско божанство ветра и једно од најстаријих шинтоистичких божанстава. Према легенди, он је био присутан током стварања света и прво је пустио ветрове из своје торбе да очисте свет од магле. У нордијској митологији, божанство ветра је Нјорд. Такође су постојала и четири дваргара (нордијска патуљка): Norðri, Suðri, Аустри и Вестри, а вероватно и четири мужјака јелена Игдрасила, персонификације четири ветра и пандани четири грчка божанстава ветра. Стрибог је назив словенског божанства ветра, неба и ваздуха. Они су веровали да је он предак ветрова из осам смерова.

### Транспорт
Постоји много различитих облика бродова који користе ветар за погон, а сви они имају одређене основне заједничке ствари. Уз изузетак роторских бродова који користе Магнусов ефекат, сваки једрењак има труп и најмање један јарбол који држи једра уз помоћ којих се брод креће деловањем ветра. Океанска путовања једрењацима трајала су и до неколико месеци, а међу највећим потешкоћама и опасностима била су споро кретање или стајање због недовољно јаког ветра, и опасност од скретања с курса због снажних олуја или ветрова у погрешном смеру који су спречавали кретање у жељеном смеру. Изузетно снажне олује могле су изазвати потонуће брода и страдање целе посаде и путника. Једрењаци су могли превозити само ограничене количине потрепштина у свом товару, тако да су се дуга путовања морала пажљиво планирати како би се укључиле неопходне намирнице, као и свежа вода.

### Извор енергије
У историји, древни Синхалези у Анурадхапури и другим градовима широм данашње Шри Ланке користили су монсунске ветрове за погон пећи још од 300. п. н. е. Пећи су прављене на путу монсунских ветрова ради искориштавања снаге ветра, те су такве пећи могле постизати температуре и до 1200 °C. Постоје стари историјски извори о првобитним ветрењачама које су се користиле за погон оргуља у 1. веку н.е. Прве практичне ветрењаче касније су направљене у Систану, Авганистан у 7. веку. То су биле ветрењаче са усправном осовином на коју су биле постављене дуга усправна погонска вратила са четвртастим лопатицама. Израђиване са шест до дванаест лопатица прекривених трстиком или сличним покривним материјалима, древне ветрењаче су се користиле за мрвљење кукуруза или вађење воде из бунара, а такође су се користиле и за млевење жита те прераду шећерне трске. Ветрењаче са водоравним осовинама су се касније прошириле у северозападној Европи почев од 1180-тих, углавном за млевење жита, а многе холандске ветрењаче и данас постоје. Снага ветра из висинских ветроелектрана је у фокусу преко 30 светских компанија које користе технологију привезивања уместо торњева на земљи на бази притиска. Осим тога, постоје настојања да се уштеде фосилна горива које користе теретни бродови тако што се користи механичка енергија добијена из кинетичке енергије ветра помоћу веома великих змајева или једара привезаних за брод.

## Снага ветра
Енергија ветра је облик кинетичке енергије ваздуха у кретању. Кинетичка енергија одређеног дела ваздуха масе m и брзине v одређена је формулом . Да би се нашла маса дела ваздуха који пролази окомито кроз површину A (а која може бити површина ротора турбине), множи се његова запремина након времена t која је прошла са густином ваздуха ρ, што даје m = A v t ρ. На тај начин могуће је наћи укупну енергију ветра помоћу једначине:
{\displaystyle E={\frac {1}{2}}\rho Av^{3}t}
Деривирањем уз узимање протока времена да би се израчунала стопа повећања енергије, може се пронаћи укупна снага ветра једначином:
{\displaystyle P=dE/dt={\frac {1}{2}}\rho Av^{3}}
Снага ветра је стога пропорционална кубику брзине ветра. Укупна снага ветра би се могла у потпуности ухватити ако би се брзина ветра свела на нулу. Међутим у реалним условима код ветротурбина то није могуће, јер ухваћени ветар такође мора и да напусти турбину (прође кроз њу). Однос између улазне и излазне брзине ветра се мора узети у обзир при прорачунима. Користећи концепт цеви тока, највећа могућа снага ветра која се може извући помоћу ветротурбине износи 59% укупне теоретске снаге ветра.

## Аналогне појаве у природи (физици)
Ветар се може упоредити са током воде (било као река, било као водопад), кретањем тела (нпр куглице) низ стрму раван или слободан пад, са струјом у металном проводнику ... увек је у питању кретање као последица различитих потенцијала.

## Метеорологија
- Свака метеоролошка станица као један од основних параметара, поред температуре, влажности, броја сунчаних сати, мери и брзину ветра. Брзина ветра се изражава обично као колико километара на сат, али постоји начин да се брзина изражава у бофорима.
- „Чили фактор“ је појава да је температура објективно много нижа ако дува ветар. Постоје таблице на основу којих се то израчунава. Заправо ради се о томе да у хладној атмосфери ако је човек добро обучен око њега се формира слој топлог ваздуха, као последица одавања топлоте самог тела, као изолатор. Ветар тај вазух одува, тако да брзо хлади организам.
- Познато је правило да ако човека у планини затекне мећава са јаким ветром, треба тражити заклон, максимално се утоплити и мировати док невреме не прође

## Економски аспекти
Ветар има значајне економске ефекте на друштво

### Позитивни
- Кретање коришћењем снаге ветра. Ова примена је актуелна од најстаријих дана и при томе се мисли на једрилице, једрењаке и слична пловила. До појаве пароброда је био и једини могући начин кретања пловила на великим растојањима. Галије са веслачима су ипак имале ограничен домет.
- Покретањем различитих елиса и сличног што је снагу ветра претварало у кружно кретање које је даље покретало неки следећи извор енергије. Ту се пре свега мисли на ветрењаче које су служиле као млинови. Данас ветрењаче такође раде као генератори, тј. снагу ветра претварају у електричну енергију.
- Податак о интензитету ветра на некој локацији је битан за доношење привредних одлука. Нпр. овај податак је битан код изградње аеродрома, постављање сателитских антена (земаљске сателитске станице) и сл...
- У ваздухопловству познавање ветра се користи за максималан долет једрилица.

### Негативни
- Ветрови великих брзина (торнадо, ураган...) могу имати катастрофалне последице по човека и његову околину.

## Здравствени аспекти

### Позитивни
- У великим градовима ветрови су «чистачи» загађеног ваздуха, који настаје као последица аутомобилских издувних гасова али и као последица различитих сагоревања. Постоје градови у којима нема или је врло мало ветра тако да због повећаног смога се проглашава «смог аларм» те забрањује кретање путничким возилима нпр у центру града. То може да потраје данима. У такве градове спада Берлин.

### Негативни
Доказано је да ветар који траје дуго, данима и недељама изазива у већој или мањој мери нервно растројство. У долини реке Роне, у Француској је познат ветар који дува око три месеца годишње. Статистички је доказано да се број злочина у том периоду рапидно повећава. Чак се на суду као олакшавајућа околност узима да се злочин десио у доба године када дува тај ветар. Ветар у себи може носити бактерије,клице и вирусе као и дим из фабрика чиме утиче и на здравље људи и на животну средину.

## Ветар и људска култура
У Србији постоји веровање да су неки „људи ветрењаци“. То су вероватно, иначе нервно лабилне особе, које за време «док дува ветар» могу «долетети» и срушити вам оџак. Те особе су углавном повучене и ћутљиве и «треба их избегавати» и «не љутити»!
- ветар се користи за различите спортске активности и забаву. Користе се «змајеви», падобрани већих површина којима се може управљати, једрилице (пловила), једрилице (за летење) и сл...
- у поједним атлетским дисциплинама (нпр. трчање 100 м) судије мере брзину ветра и рекорди се не признају ако је ветар дувао, „у леђа“, брже од установљене границе

Улога ветра у човековом животу је очигледно велика. Многи романи, филмови у свом наслову или садржају имају ветар као једну компонету. Да наведемо само неке «Прохујало са вихором», «Оркански висови»